# 首都高速4号新宿線
首都高速4号新宿線（しゅとこうそく4ごうしんじゅくせん）は、東京都千代田区から同杉並区へ至る、首都高速道路の路線である。

## 概要
首都高速都心環状線から伸びる放射路線の一つであり、中央自動車道に接続する。
首都高速4号新宿線は、道路法に基づき東京都が認定・告示する路線「都道首都高速4号線」に含まれるが、都道首都高速4号線には他に、都心環状線（三宅坂ジャンクション（JCT） - 竹橋JCT - 神田橋JCT間）と、八重洲線（神田橋JCT - 西銀座JCT間）が含まれる。
大部分が甲州街道（国道20号）と平行している。また、三宅坂JCTで都心環状線と、西新宿JCTで中央環状線と、高井戸出入口で中央自動車道と、それぞれ接続する。
2007年（平成19年）には西新宿JCTを介する中央環状線との接続が完成（北方向）、さらに2010年（平成22年）には中央環状線の南方向、西新宿JCT - 首都高速3号渋谷線の大橋JCTが開通した。なお、4号新宿線を経由して都心環状線方面と中央環状線を行き来することはできない。

### 参宮橋カーブ
新宿出入口と代々木PAの間に参宮橋カーブと呼ばれる曲率半径約90 mの急カーブがあり、90度曲がっていて前方の見通しが悪く、付近の最高速度は50 km/hに制限されている。そのため、減速不良等に起因する交通事故が頻繁に発生している。この事故件数は首都高速内でも最多であり、例えば2003年度（平成15年度）には年間181件の事故が発生した。
ちなみにこの高架下の一部（渋谷区代々木4丁目地先）については、従来自転車集積場として使われていたが、2021年（令和3年）より再整備が行われ、2023年（令和5年）6月に日本将棋連盟が運営する「駒テラス西参道」がオープンしている。

## 通過市町村
- 東京都
  - 千代田区 - 港区（赤坂トンネル付近、通過のみ) - 新宿区 - 渋谷区 - 新宿区 - 渋谷区 - 杉並区

## 接続高速道路
- 首都高速都心環状線（三宅坂JCTで接続）
- 首都高速中央環状線（西新宿JCTで接続）
- E20 中央自動車道（高井戸出入口で接続）

## 出入口など
- 全線東京都内に所在。

| 出入口 番号                             | 施設名       | 接続路線名       | 起点 から (km)               | 備考                                   | 備考                                   | 所在地   |
| --------------------------------------- | ------------ | ---------------- | ---------------------------- | -------------------------------------- | -------------------------------------- | -------- |
| -                                       | 三宅坂JCT    | 都心環状線       | 0.0                          | 千代田トンネル 危険物積載車両通行禁止  | 千代田トンネル 危険物積載車両通行禁止  | 千代田区 |
| 401                                     | 外苑出入口   | 外苑東通り       | 2.5                          | 三宅坂方面出入口                       | 三宅坂方面出入口                       | 新宿区   |
| 402                                     | 外苑出入口   | 外苑西通り       | 3.0                          | 高井戸・中央道方面出入口               | 高井戸・中央道方面出入口               | 新宿区   |
| 402                                     | 外苑出入口   | 外苑西通り       | 3.0                          | 高井戸・中央道方面出入口               | 高井戸・中央道方面出入口               | 渋谷区   |
| -                                       | 代々木PA     | -                |                              | 三宅坂方面                             | 参宮橋カーブ                           |          |
| 403                                     | 代々木出入口 | 代々木公園方面   | 4.7                          | 三宅坂方面出入口                       | 参宮橋カーブ                           |          |
| 404                                     | 新宿出入口   |                  | 5.3                          | 三宅坂方面出入口 入口はETC専用         | 参宮橋カーブ                           | 新宿区   |
| 405                                     | 新宿出入口   | 5.5              | 高井戸・中央道方面からの出口 |                                        | 参宮橋カーブ                           | 新宿区   |
| -                                       | 西新宿JCT    | 中央環状線       |                              | 中央道・高井戸方面接続                 | 中央道・高井戸方面接続                 | 新宿区   |
| 406                                     | 初台出入口   | 国道20号甲州街道 | 6.5                          | 高井戸・中央道方面出入口 入口はETC専用 | 高井戸・中央道方面出入口 入口はETC専用 | 渋谷区   |
| 407                                     | 幡ヶ谷出入口 | 国道20号甲州街道 | 6.8                          | 三宅坂方面出入口 入口はETC専用         | 三宅坂方面出入口 入口はETC専用         | 渋谷区   |
| 408                                     | 永福出入口   | 国道20号甲州街道 | 9.6                          | 三宅坂方面出入口                       | 三宅坂方面出入口                       | 杉並区   |
| 409                                     | 永福出入口   | 国道20号甲州街道 | 9.9                          | 高井戸・中央道方面出入口               | 高井戸・中央道方面出入口               | 杉並区   |
| -                                       | 永福TB       | -                |                              | 三宅坂方面                             | 三宅坂方面                             | 杉並区   |
| -                                       | 永福PA       | -                |                              | 三宅坂方面                             | 三宅坂方面                             | 杉並区   |
| 411                                     | 高井戸出入口 | 新宿国立線       | 12.4                         | 三宅坂方面出入口                       | 三宅坂方面出入口                       | 杉並区   |
| E20 中央自動車道 河口湖・岡谷・小牧方面 |              |                  |                              |                                        |                                        |          |

## 歴史
- 1964年（昭和39年）8月2日 : 三宅坂JCT - 初台仮出入口開通（現在とは逆向きで下り線出口と上り線入口が山手通り初台交差点の西側に設置されていた）。
- 1973年（昭和48年）
  - 8月15日 : 永福出入口 - 高井戸開通。
  - 10月27日 : 初台出入口 - 永福出入口開通。
- 1976年（昭和51年）5月18日 : 上高井戸地内が開通し、全線開通。同時に中央自動車道と接続。
- 2007年（平成19年）12月22日 : 中央環状線の池袋 - 新宿間開通、西新宿JCTが部分開通。
- 2010年（平成22年）3月28日 : 中央環状線の新宿 - 渋谷間開通、西新宿JCTが全面供用。

## 路線状況

### 車線・最高速度
| 区間                      | 車線 上下線=上り線+下り線 | 最高速度 |
| ------------------------- | ------------------------- | -------- |
| 三宅坂JCT                 | 4=2+2                     | 40 km/h  |
| 三宅坂JCT - 代々木出入口  | 4=2+2                     | 60 km/h  |
| 代々木出入口 - 新宿出入口 | 4=2+2                     | 50 km/h  |
| 新宿出入口 - 高井戸出入口 | 4=2+2                     | 60 km/h  |

### 交通量
24時間交通量（台）　道路交通センサス
| 区間                      | 平成17（2005）年度 | 平成22（2010）年度 | 平成27（2015）年度 | 令和3（2021）年度 |
| ------------------------- | ------------------ | ------------------ | ------------------ | ----------------- |
| 三宅坂JCT - 外苑出入口    | 97,010             | 95,753             | 82,789             | 70,781            |
| 外苑出入口 - 代々木出入口 | 97,010             | 94,842             | 77,765             | 69,046            |
| 代々木出入口 - 新宿出入口 | 97,010             | 91,937             | 75,107             | 66,305            |
| 新宿出入口 - 西新宿JCT    | 97,010             | 80,168             | 64,295             | 56,862            |
| 西新宿JCT - 初台出入口    | 97,010             | 108,906            | 105,158            | 95,856            |
| 初台出入口 - 幡ヶ谷出入口 | 97,010             | 114,999            | 111,852            | 103,486           |
| 幡ヶ谷出入口 - 永福出入口 | 97,010             | 107,054            | 103,789            | 94,512            |
| 永福出入口 - 高井戸出入口 | 97,010             | 105,476            | 102,633            | 93,870            |

（出典：「平成22年度道路交通センサス」・「平成27年度全国道路・街路交通情勢調査」・「令和3年度全国道路・街路交通情勢調査」（国土交通省ホームページ）より一部データを抜粋して作成）

## ギャラリー

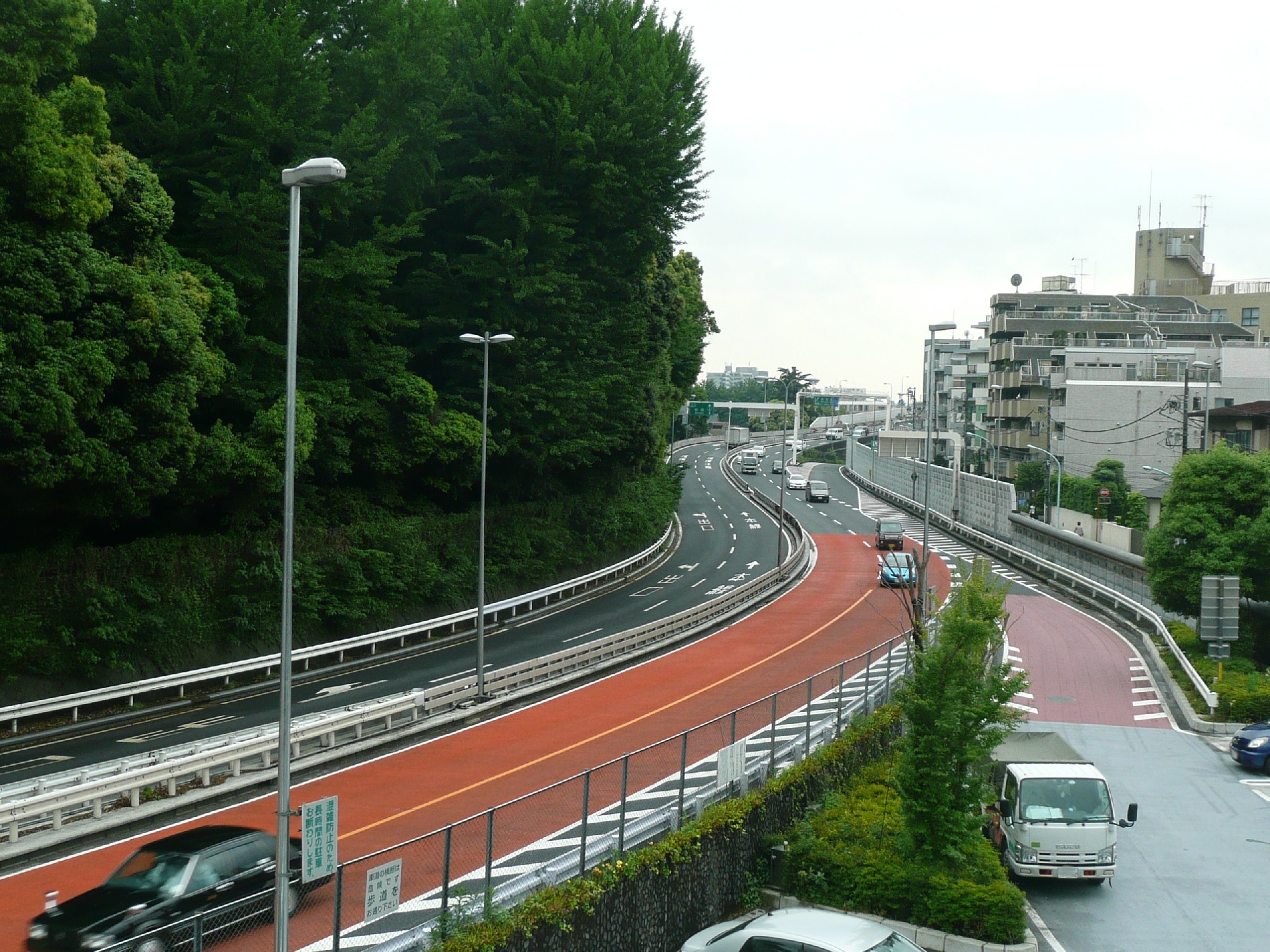
代々木PAから高井戸方面を見る。カーブが連続している
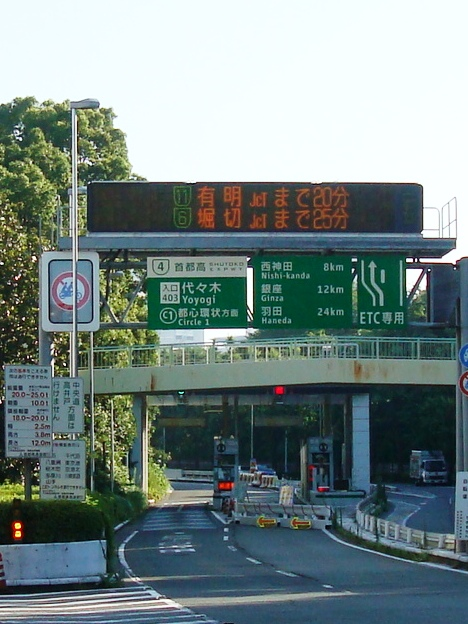
代々木出入口
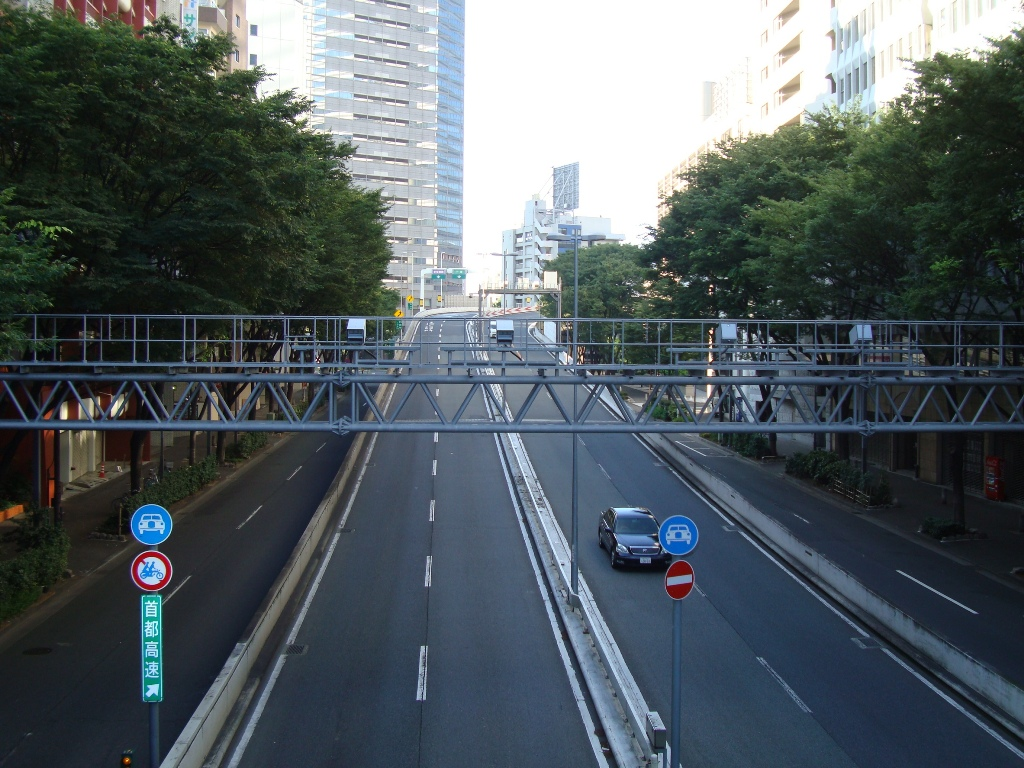
新宿出入口
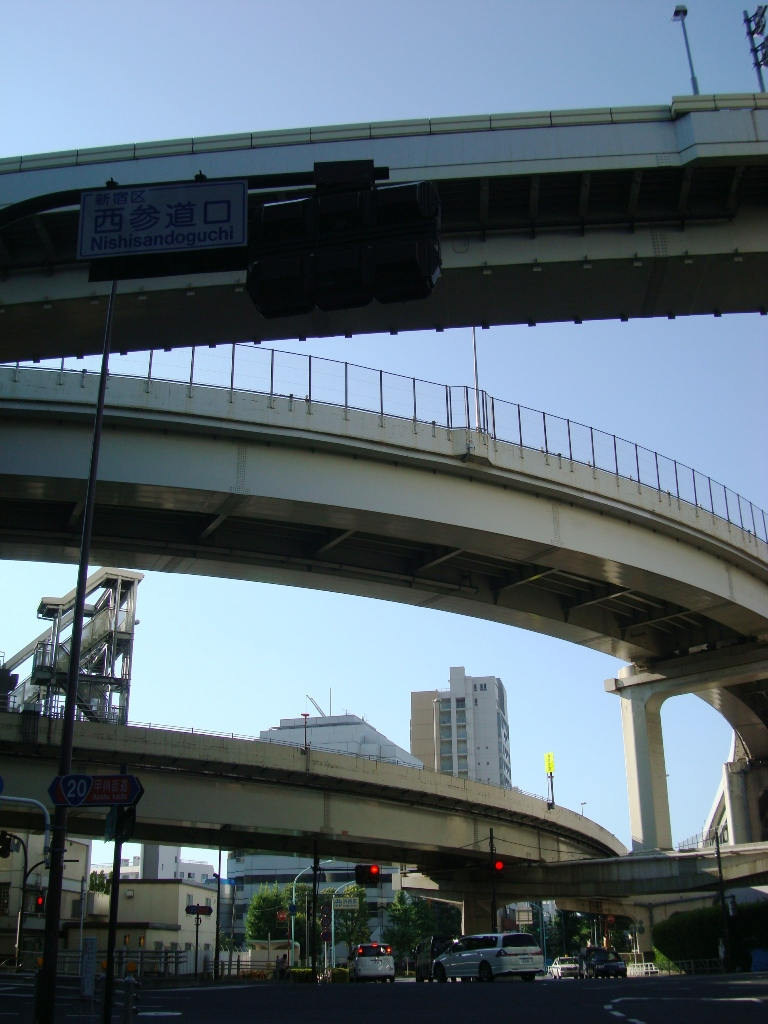
新宿出入口の高架（甲州街道・西参道口交差点）
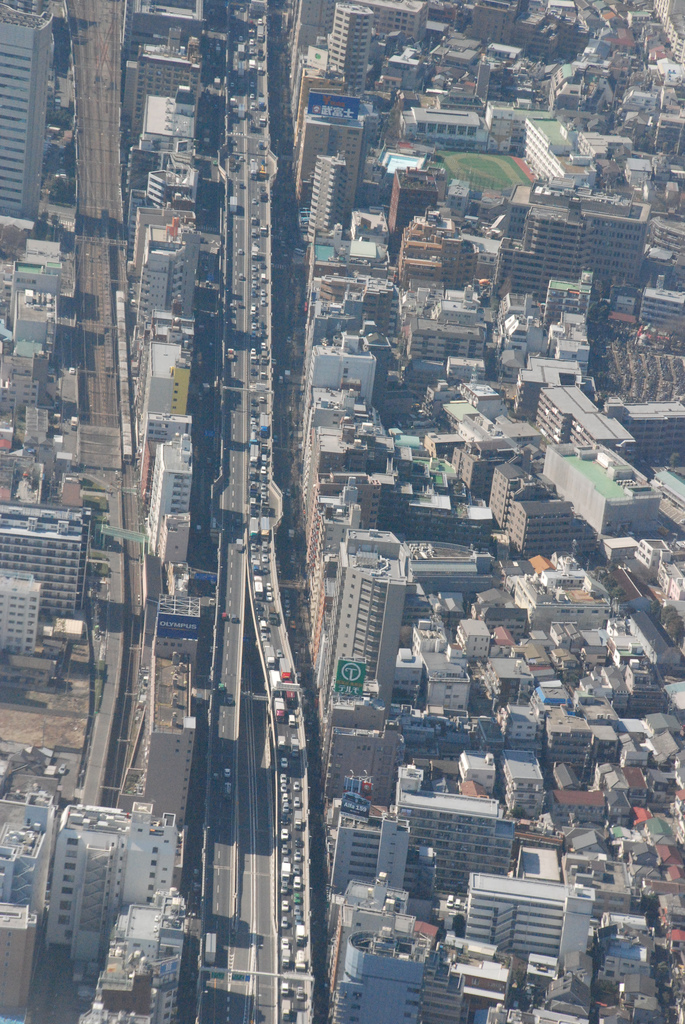
首都高速4号新宿線（幡ケ谷、笹塚）
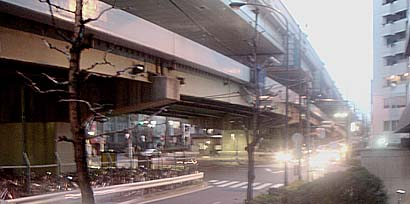
笹塚交差点。上から首都高速4号、国道20号幡ヶ谷陸橋、20号側道と中野通りの笹塚交差点
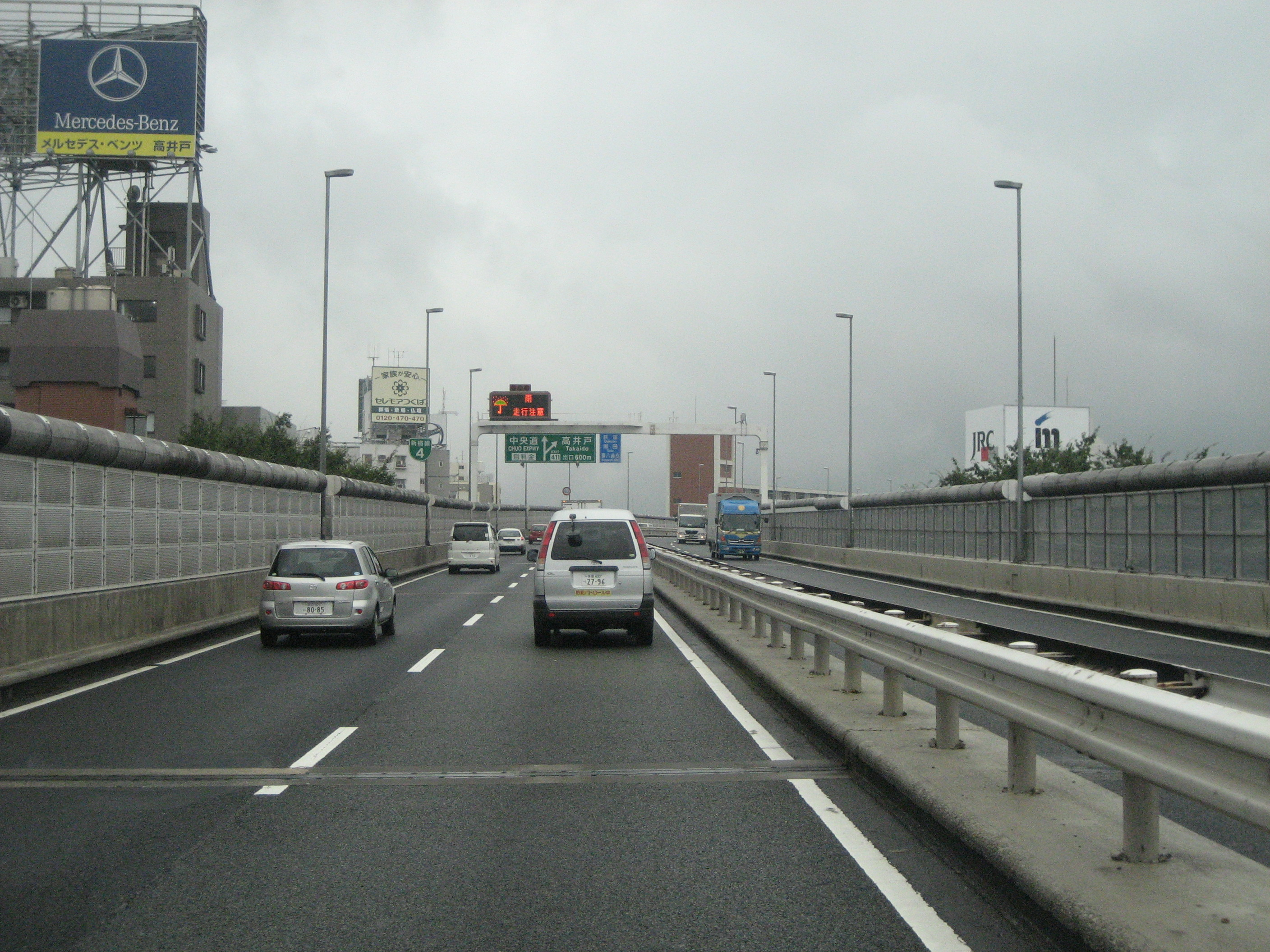
高井戸付近
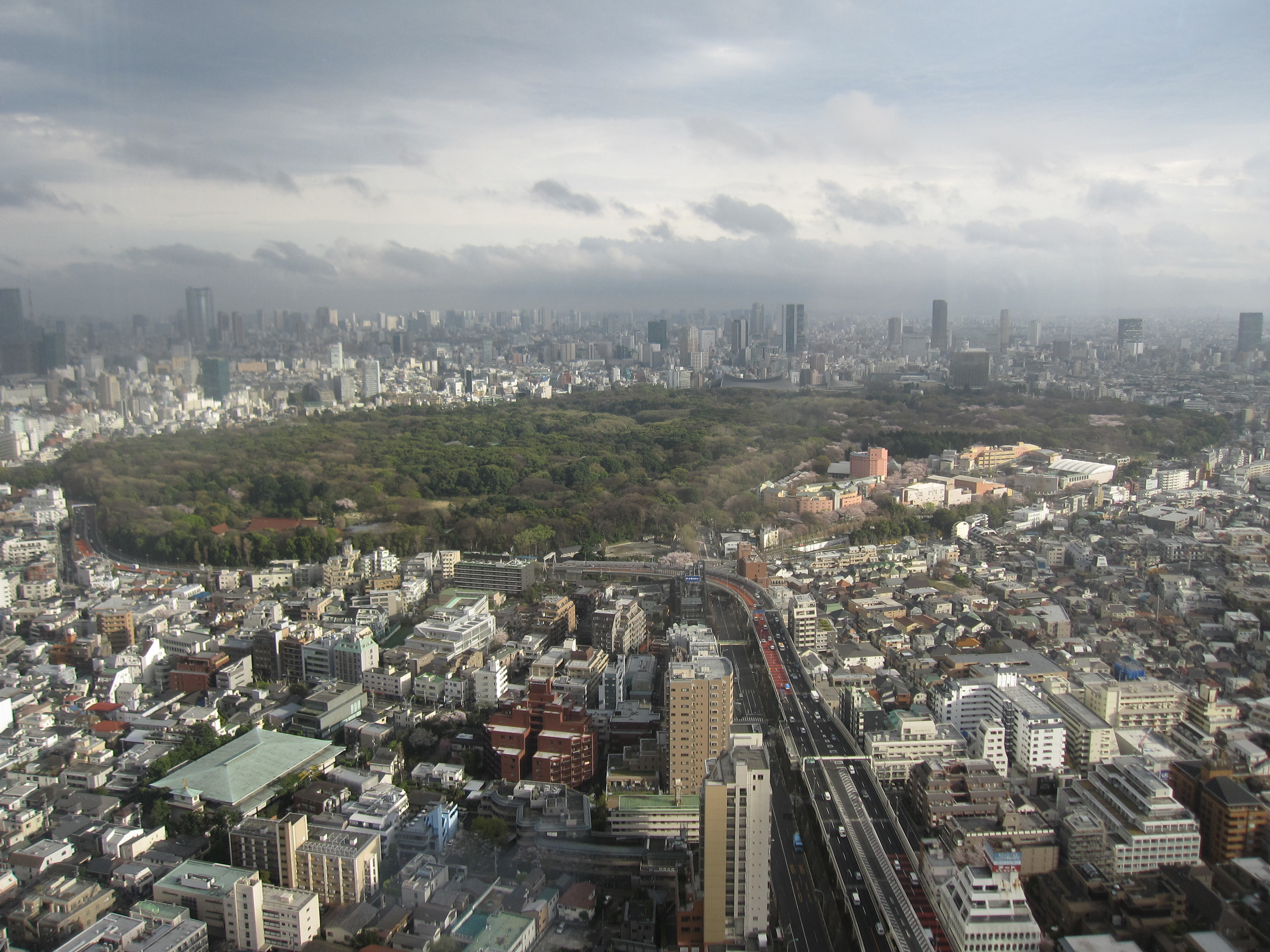
西新宿のパークハイアット東京から明治神宮を望む（上が南）。明治神宮の手前に参宮橋カーブがある。
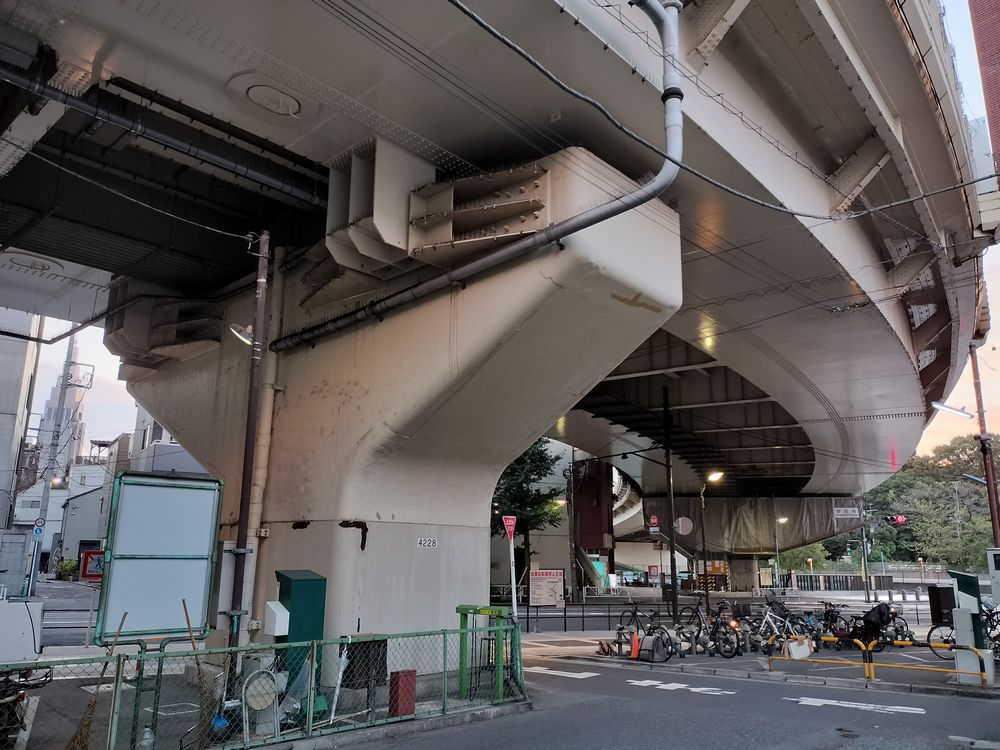
参宮橋カーブを下から見る。